# Штейнбауэр, Вольфганг
Вольфганг Штейнбауэр (нем. Wolfgang Steinbauer; 6 мая 1888, Страсбург, Эльзас — 27 января 1978, Кёльн, Германия) — немецкий морской офицер, командир двух подводных лодок в Первой мировой войне. Награждён орденом «Pour le Mérite» за выдающееся планирование и успешное руководство боевыми операциями.
Штейнбауэр командовал подводной лодкой «UB-47» с 4 июля 1916 по 31 марта 1917, подводной лодкой «UB-48» с 11 июня 1917 по 28 октября 1918. Потопил 50 судов общей грузоподъёмностью 172 771 брт и один военный корабль — французский броненосец «Голуа» водоизмещением 11100 т. Были повреждены 11 судов общей грузоподъёмностью 42080 брт и один военный корабль — французский эскадренный броненосец «Вольтер» водоизмещением 18400 т.
16 февраля 1920 года ушёл с военной службы.

## Воинские звания
- 1 апреля 1908 кадет.
- 10 апреля 1909 фенрих-цур-зее.
- 27 сентября 1911 лейтенант-цур-зее.
- 19 сентября 1914 оберлейтенант-цур-зее.
- 28 апреля 1918 капитан-лейтенант.

## Награды
- Железный Крест 2-го класса.
- Железный крест 1-го класса.
- Орден «За военные заслуги» (Бавария).
- 9 января 1917 Орден Дома Гогенцоллернов.
- 3 марта 1918 года орден «Pour le Mérite».